# Manapla
Manapla es una municipio de tercera clase de provincia de Negros Occidental, Filipinas. Según el censo del 2000, tiene una población de 49,581 personas en 9,512 hogares.

## Barangays
Manapla está subdividida políticamente en 12 barangays.
- Chambery
- Barangay I (Pob.)
- Barangay I-A (Pob.)
- Barangay I-B (Pob.)
- Barangay II (Pob.)
- Barangay II-A (Pob.)
- Punta Mesa
- Punta Salong
- Purísima
- San Pablo
- Santa Teresa
- Tortosa